# Fußball-Brandenburgliga 2025/26
Die  Saison 2025/26 ist die 36. Spielzeit der Brandenburgliga und die 18. als sechsthöchste Spielklasse im Fußball der Männer in Deutschland. Sie beginnt am 23. August 2025 mit dem 1. Spieltag. 

## Teilnehmer
An der Spielzeit 2025/26 nehmen insgesamt 16 Vereine teil.
| ▼ Absteiger aus der Oberliga Nordost 2024/25 | ▼ Absteiger aus der Oberliga Nordost 2024/25 |
| -------------------------------------------- | -------------------------------------------- |
| SV 1908 Grün-Weiß Ahrensfelde                | Ludwigsfelder FC                             |

| Mannschaften aus der Brandenburgliga 2024/25 | Mannschaften aus der Brandenburgliga 2024/25 | Mannschaften aus der Brandenburgliga 2024/25 |
| -------------------------------------------- | -------------------------------------------- | -------------------------------------------- |
| Oranienburger FC Eintracht 1901              | TSG Einheit Bernau                           | TuS 1896 Sachsenhausen                       |
| Werderaner FC Viktoria 1920                  | 1. FC Frankfurt                              | SV Blau-Weiß Petershagen-Eggersdorf          |
| Märkischer SV 1919 Neuruppin                 | SV Altlüdersdorf                             | BSC Preußen 07 Blankenfelde-Mahlow           |
| FSV Union Fürstenwalde                       | Brandenburger SC Süd 05                      | SV Germania 90 Schöneiche                    |

| ▲ Aufsteiger aus der Landesliga 2024/25 | ▲ Aufsteiger aus der Landesliga 2024/25 |
| --------------------------------------- | --------------------------------------- |
| SC Eintracht Miersdorf/Zeuthen          | BSG Stahl Brandenburg                   |

## Spielstätten
Die Spielstätten sind nach den Kapazitäten sortiert.
| Logo | Verein                              | Stadion                          | Standort                 | Kapazität |
| ---- | ----------------------------------- | -------------------------------- | ------------------------ | --------- |
|      | BSG Stahl Brandenburg               | Stadion am Quenz                 | Brandenburg/Havel        | 15.500    |
|      | 1. FC Frankfurt                     | Stadion der Freundschaft         | Frankfurt (Oder)         | 12.000    |
|      | Ludwigsfelder FC                    | Waldstadion                      | Ludwigsfelde             | 7.868     |
|      | FSV Union Fürstenwalde              | Bonava-Arena                     | Fürstenwalde/Spree       | 5.000     |
|      | Brandenburger SC Süd 05             | Werner-Seelenbinder-Sportplatz   | Brandenburg an der Havel | 5.000     |
|      | Märkischer SV 1919 Neuruppin        | Volksparkstadion                 | Neuruppin                | 5.000     |
|      | BSC Preußen 07 Blankenfelde-Mahlow  | Sportplatz Beethovenstraße       | Blankenfelde-Mahlow      | 4.000     |
|      | Werderaner FC Viktoria 1920         | Arno-Franz-Sportplatz            | Werder (Havel)           | 3.000     |
|      | TSG Einheit Bernau                  | Sportplatz am Wasserturm         | Bernau bei Berlin        | 3.000     |
|      | SV 1908 Grün-Weiss Ahrensfelde      | Jahnsportstätte                  | Ahrensfelde              | 2.500     |
|      | SV Blau-Weiß Petershagen-Eggersdorf | Waldsportplatz                   | Petershagen/Eggersdorf   | 2.500     |
|      | Oranienburger FC Eintracht 1901     | Orafol-Arena                     | Oranienburg              | 2.200     |
|      | TuS 1896 Sachsenhausen              | ELGORA-Stadion                   | Sachsenhausen            | 2.100     |
|      | SV Germania 90 Schöneiche           | Friedrich-Ludwig-Jahn-Sportplatz | Schöneiche               | 2.000     |
|      | SV Altlüdersdorf                    | Sport- & Gemeindezentrum         | Altlüdersdorf            | 2.000     |
|      | SC Eintracht Miersdorf/Zeuthen      | Sportplatz Wüstemarker Weg       | Zeuthen                  | 2.000     |

## Tabelle
| Pl. | Verein                              | Sp. | S | U | N | Tore    | Diff. | Punkte | Anm. |
| --- | ----------------------------------- | --- | - | - | - | ------- | ----- | ------ | ---- |
| 1.  | Ludwigsfelder FC (A)                | 0   | 0 | 0 | 0 | 000:000 | ±0    | 0      |      |
| 2.  | SV 1908 Grün-Weiss Ahrensfelde (A)  | 0   | 0 | 0 | 0 | 000:000 | ±0    | 0      |      |
| 3.  | 1. FC Frankfurt                     | 0   | 0 | 0 | 0 | 000:000 | ±0    | 0      |      |
| 4.  | SV Blau-Weiß Petershagen-Eggersdorf | 0   | 0 | 0 | 0 | 000:000 | ±0    | 0      |      |
| 5.  | Oranienburger FC Eintracht 1901     | 0   | 0 | 0 | 0 | 000:000 | ±0    | 0      |      |
| 6.  | TuS 1896 Sachsenhausen              | 0   | 0 | 0 | 0 | 000:000 | ±0    | 0      |      |
| 7.  | SV Altlüdersdorf                    | 0   | 0 | 0 | 0 | 000:000 | ±0    | 0      |      |
| 8.  | SV Germania 90 Schöneiche           | 0   | 0 | 0 | 0 | 000:000 | ±0    | 0      |      |
| 9.  | Märkischer SV 1919 Neuruppin        | 0   | 0 | 0 | 0 | 000:000 | ±0    | 0      |      |
| 10. | Werderaner FC Viktoria 1920         | 0   | 0 | 0 | 0 | 000:000 | ±0    | 0      |      |
| 11. | Brandenburger SC Süd 05             | 0   | 0 | 0 | 0 | 000:000 | ±0    | 0      |      |
| 12. | FSV Union Fürstenwalde              | 0   | 0 | 0 | 0 | 000:000 | ±0    | 0      |      |
| 13. | BSC Preußen 07 Blankenfelde-Mahlow  | 0   | 0 | 0 | 0 | 000:000 | ±0    | 0      |      |
| 14. | TSG Einheit Bernau                  | 0   | 0 | 0 | 0 | 000:000 | ±0    | 0      |      |
| 15. | BSG Stahl Brandenburg (N)           | 0   | 0 | 0 | 0 | 000:000 | ±0    | 0      |      |
| 16. | SC Eintracht Miersdorf/Zeuthen (N)  | 0   | 0 | 0 | 0 | 000:000 | ±0    | 0      |      |

| Zum Saisonende 2025/26: |                                             |
| ▲                       | Aufstieg in die Oberliga Nordost 2026/27    |
| ▼                       | Abstieg in die jeweilige Landesliga 2026/27 |

## Kreuztabelle
Die Kreuztabelle stellt die Ergebnisse aller Spiele dieser Saison dar. Die Heimmannschaft ist in der linken Spalte, die Gastmannschaft in der oberen Zeile aufgelistet.
| 2025/26                             | SV 1908 Grün-Weiß Ahrensfelde | Ludwigsfelder FC | 1. FC Frankfurt | Märkischer SV 1919 Neuruppin | FSV Union Fürstenwalde | Oranienburger FC Eintracht 1901 | TSG Einheit Bernau | TuS 1896 Sachsenhausen | Werderaner FC Viktoria 1920 | Brandenburger SC Süd 05 | SV Blau-Weiß Petershagen-Eggersdorf | SV Germania 90 Schöneiche | SV Altlüdersdorf | BSC Preußen 07 Blankenfelde-Mahlow | SC Eintracht Miersdorf/Zeuthen | BSG Stahl Brandenburg |
| ----------------------------------- | ----------------------------- | ---------------- | --------------- | ---------------------------- | ---------------------- | ------------------------------- | ------------------ | ---------------------- | --------------------------- | ----------------------- | ----------------------------------- | ------------------------- | ---------------- | ---------------------------------- | ------------------------------ | --------------------- |
| SV 1908 Grün-Weiß Ahrensfelde       |                               | :                | :               | :                            | :                      | :                               | :                  | :                      | :                           | :                       | :                                   | :                         | :                | :                                  | :                              | :                     |
| Ludwigsfelder FC                    | :                             |                  | :               | :                            | :                      | :                               | :                  | :                      | :                           | :                       | :                                   | :                         | :                | :                                  | :                              | :                     |
| 1. FC Frankfurt                     | :                             | :                |                 | :                            | :                      | :                               | :                  | :                      | :                           | :                       | :                                   | :                         | :                | :                                  | :                              | :                     |
| Märkischer SV 1919 Neuruppin        | :                             | :                | :               |                              | :                      | :                               | :                  | :                      | :                           | :                       | :                                   | :                         | :                | :                                  | :                              | :                     |
| FSV Union Fürstenwalde              | :                             | :                | :               | :                            |                        | :                               | :                  | :                      | :                           | :                       | :                                   | :                         | :                | :                                  | :                              | :                     |
| Oranienburger FC Eintracht 1901     | :                             | :                | :               | :                            | :                      |                                 | :                  | :                      | :                           | :                       | :                                   | :                         | :                | :                                  | :                              | :                     |
| TSG Einheit Bernau                  | :                             | :                | :               | :                            | :                      | :                               |                    | :                      | :                           | :                       | :                                   | :                         | :                | :                                  | :                              | :                     |
| TuS 1896 Sachsenhausen              | :                             | :                | :               | :                            | :                      | :                               | :                  |                        | :                           | :                       | :                                   | :                         | :                | :                                  | :                              | :                     |
| Werderaner FC Viktoria 1920         | :                             | :                | :               | :                            | :                      | :                               | :                  | :                      |                             | :                       | :                                   | :                         | :                | :                                  | :                              | :                     |
| Brandenburger SC Süd 05             | :                             | :                | :               | :                            | :                      | :                               | :                  | :                      | :                           |                         | :                                   | :                         | :                | :                                  | :                              | :                     |
| SV Blau-Weiß Petershagen-Eggersdorf | :                             | :                | :               | :                            | :                      | :                               | :                  | :                      | :                           | :                       |                                     | :                         | :                | :                                  | :                              | :                     |
| SV Germania 90 Schöneiche           | :                             | :                | :               | :                            | :                      | :                               | :                  | :                      | :                           | :                       | :                                   |                           | :                | :                                  | :                              | :                     |
| SV Altlüdersdorf                    | :                             | :                | :               | :                            | :                      | :                               | :                  | :                      | :                           | :                       | :                                   | :                         |                  | :                                  | :                              | :                     |
| BSC Preußen 07 Blankenfelde-Mahlow  | :                             | :                | :               | :                            | :                      | :                               | :                  | :                      | :                           | :                       | :                                   | :                         | :                |                                    | :                              | :                     |
| SC Eintracht Miersdorf/Zeuthen      | :                             | :                | :               | :                            | :                      | :                               | :                  | :                      | :                           | :                       | :                                   | :                         | :                | :                                  |                                | :                     |
| BSG Stahl Brandenburg               | :                             | :                | :               | :                            | :                      | :                               | :                  | :                      | :                           | :                       | :                                   | :                         | :                | :                                  | :                              |                       |